# Liolaemus isabelae
Liolaemus isabelae är en ödleart som beskrevs av  Navarro 1993. Liolaemus isabelae ingår i släktet Liolaemus och familjen Tropiduridae. Inga underarter finns listade i Catalogue of Life.